# Стеблов, Евгений Юрьевич
Евге́ний Ю́рьевич Стебло́в (род. 8 декабря 1945, Москва, СССР) — советский и российский актёр театра и кино; народный артист Российской Федерации (1993), лауреат Государственной премии РСФСР имени Н. К. Крупской (1984). Первый заместитель председателя Союза театральных деятелей России.

## Биография

### Происхождение
Евгений Стеблов родился 8 декабря 1945 года в Москве в семье радиоинженера Юрия Викторовича Стеблова (1924—2000) и учительницы, директора бывшей московской школы № 292, Марты Борисовны Стебловой (1924—2021).
Прапрадед актёра, Павел Акинфиевич Стеблов (?—1888), происходил из подмосковного села Петровское, был крепостным служащим на заводах Демидова в Нижнем Тагиле. С 1855 года проживал в Томске. Колыванский купец 2-й (1858) и 3-й гильдий (1869), мещанин (1873), служил капитаном на пароходе «Георгий».
Прадед, Павел Павлович Стеблов (1850—1914), был директором мужской гимназии в Рыбинске (с 1885 по 1901), а затем возглавлял Ржевскую (1902—1910) и Меленковскую (1913—1914) гимназии, с 1 января 1893 года состоял в чине действительного статского советника. Дед актёра, Виктор Павлович Стеблов (1877—1956), после революционного 1917 года не афишировал своё происхождение и в графе социальное происхождение писал «из служащих».

### Карьера
Окончил Театральное училище имени Б. В. Щукина (1966).
С 1966 года служил актёром Московского театра имени Ленинского комсомола, в 1967—1968 годах — актёр Центрального театра Советской армии, с 1969 года — актёр Театра имени Моссовета.
Первой большой ролью в кино стала роль Саши Шаталова в комедии Георгия Данелии «Я шагаю по Москве» (1963). Член КПСС с 1978 года.
Режиссёр ряда спектаклей, автор повести «Возвращение к ненаписанному» (1983) и статей.
В 2001 году Евгений Стеблов был ведущим телеигры «Клад графа N» на телеканале «ТВ Центр».
Автор сборника «Не я. Повести, рассказы, творческий портрет» (1997) и книги мемуаров «Против кого дружите?» (2000).
С 2015 года — преподаватель в Московском институте театрального искусства имени народного артиста СССР И. Д. Кобзона.

### Семья
Первая жена — Татьяна Ивановна Осипова (1945—2010), финансист. Сын Сергей Стеблов (р. 13 апреля 1973), окончил Театральное училище имени Б. Щукина, был актёром, сценаристом, режиссёром, продюсером. В 2010 году ушёл в Соловецкий Спасо-Преображенский монастырь.
Вторая жена — Любовь Владимировна Глебова, финансист (имеет дочь и двух внуков).
Дядя — Виктор Викторович Стеблов, знаменитый в Москве библиофил, директор со дня открытия книжного магазина «Москва» в 1958 году.

### Политическая позиция
В марте 2014 года поддержал российскую аннексию Крыма, подписав письмо президенту России Владимиру Путину в поддержку аннексии.

## Творчество

### Роли в театре
Театр им. Ленинского комсомола
- «Похождения зубного врача» А. М. Володина — зубной врач[13]
- «До свидания, мальчики» Бориса Балтера — Витька Аникин[13]
- «Судебная хроника» Я. И. Волчека[13]

ЦТСА
- «Часовщик и курица, или Мастера времени» Ивана Кочерги; режиссёр: Л. Е. Хейфец — Юркевич[13]

Театр имени Моссовета
- «Старик» М. Горького — Павел[13]
- «Топаз» (1972) — Топаз
- «Возможны варианты» (1976) — Игорь
- «Моё сердце с тобой» — Борис Слинков
- «Спектакль-концерт» — («Накануне»)
- «Несколько тревожных дней» — Алексей Гаранин
- «…Золото, золото — сердце народное!» — балетоман
- «Миллион за улыбку» — Геннадий Карташев
- «Василий Тёркин» — Василий Тёркин
- «Я всегда улыбаюсь» — Степан Горелов
- «Турбаза» — Овечкин
- «Бабье лето» — Вадим
- «Вечерний свет» — Володя Михно
- «На полпути к вершине» — Бэзил Эттервуд
- «Братья Карамазовы» — Алёша
- «Правда — хорошо, а счастье лучше» — Платон
- «Пять углов» — Зыбкин
- «Комната» — Дергачёв / Кузьминых
- «Егор Булычов и другие» — Тятин
- «Гедда Габлер» — Асессор Бракк
- «Суд над судьями» — Рудольф Петерсен
- «Цитата» — Молочников
- «Карнавал» — Богдан
- «Две пьесы Сл. Мрожека. Кароль. Полиция» — поручик
- «Как важно быть серьёзным» — Джон Уординг
- «Двенадцатая ночь, или Всё равно что» — Мальволио
- «Вишнёвый сад» — Леонид Гаев
- «Чайка» — ‘‘2004 год’‘ — Евгений Сергеевич Дорн
- «Свадьба Кречинского» — Пётр Константиныч Муромский, ярославский помещик
- «Не всё коту масленица» — Ахов
- «Фома Опискин» — Егор Ильич Ростанев

### Фильмография

Я шагаю по Москве

- 1958 — Юность наших отцов — эпизод (нет в титрах)
- 1959 — Баллада о солдате — эпизод (нет в титрах)
- 1963 — Я шагаю по Москве — Саша Шаталов
- 1963 — Первый троллейбус — тунеядец-заика (нет в титрах)
- 1964 — До свидания, мальчики — Володя Белов
- 1965 — Перекличка — Саша Амельченко
- 1966 — Когда играет клавесин — Костя, студент юрфака, дружинник
- 1968 — Урок литературы — Константин Михайлович, учитель литературы
- 1969 — Похищение — Саша, пожарный, активист xудожественной самодеятельности
- 1970 — Вас вызывает Таймыр — Андрей Николаевич Гришко, геолог
- 1971 — Егор Булычов и другие — Степан Тятин, двоюродный брат Звонцова
- 1972 — Укрощение огня — Кеша, брат Андрея Башкирцева
- 1973 — Высокое звание — Ефим Захарович Корольков, красноармеец
- 1976 — Раба любви — Лёша Канин, актёр
- 1976 — Рождение — Журавлёв
- 1976 — Принцесса на горошине — поэт
- 1977 — По семейным обстоятельствам — Игорь, молодой супруг
- 1978 — Пока безумствует мечта — Ширинкин, правая рука Щетинкина
- 1978 — Расписание на послезавтра — профессор Куликов
- 1979 — Несколько дней из жизни И. И. Обломова — отец Обломова
- 1979 — Пена — журналист Просов
- 1979 — Родное дело — Костя
- 1980 — Ты должен жить — Дима Щепов, воздушный стрелок, младший сержант, комсорг
- 1981 — Приключения Шерлока Холмса и доктора Ватсона: Собака Баскервилей — доктор Джеймс Мортимер
- 1982 — Культпоход в театр — Виктор Скоробогатов, автор пьесы
- 1982 — Не хочу быть взрослым — Дмитрий Константинович Орлов, отец Павлика
- 1984 — Осенний подарок фей — поэт
- 1985 — Не ходите, девки, замуж — Андрей, парикмахер
- 1986 — Не забудьте выключить телевизор — Илья Степанович Гуров
- 1986 — Русь изначальная — Ипатий
- 1989 — Комедия о Лисистрате — Агафон
- 1989 — СВ. Спальный вагон — Иван Сидоров, снабженец
- 1990 — Каталажка — Валериан Николаевич Бочков, диктор
- 1990 — Наш человек в Сан-Ремо — известный композитор
- 1990 — Еврейское счастье — Марк Гершенгорин
- 1993 — Макаров — Протасов
- 1993 — Аномалия — Таппер
- 1994 — Чёрный клоун — Генрих, друг Эды
- 1995 — Налётъ — майор
- 1998 — Сибирский цирюльник — великий князь Алексей
- 1999 — Ужин в четыре руки — Иоганн Себастьян Бах
- 2000 — Новый год в ноябре — Искрин
- 2000 — Воспоминания о Шерлоке Холмсе — доктор Джеймс Мортимер
- 2000 — Любовь.ru — Просветов
- 2001 — Конференция маньяков — Кроткий
- 2002 — Кино про кино — Лев Андреевич, сценарист
- 2003 — Вечерний звон — сценарист
- 2003 — Центральный округ — Лях-Невинский
- 2004 — Слушатель — Антон Андреевич Федулов
- 2004 — Сыщики — Тобольский (серия «Детектор лжи»)
- 2006 — Сыщик Путилин — граф Шувалов
- 2007 — День выборов — Сан Саныч, режиссёр областного драмтеатра имени Петухова
- 2008 — Я знаю, как стать счастливым
- 2009 — Привет, Киндер! — Емеля Геннадьевич, главврач
- 2009 — Золотая страна — Ник Джонс, организатор и бизнес-менеджер казино (нет в титрах)
- 2013 — Студия 17 — Олег Петрович Манохин, пенсионер-изобретатель
- 2013 — Жить дальше — Иван Григорьевич Левинский
- 2019 — Медный всадник России — граф Бецкой
- 2024 — Смотри на меня! — старик

### Телеспектакли
- 1973 — Василий Тёркин — рассказчик
- 1976 — Рассказы Марка Твена — Марк Твен
- 1976 — Топаз — Альберт Топаз, учитель в школе-пансионе
- 1977 — Любовь Яровая — Иван Колосов, телефонист
- 1977 — Провинциальная история — Николай Аркадьевич Осинин
- 1977 — Семейная история — Женя
- 1979 — Дачная жизнь — Павел Матвеевич Зайкин
- 1980 — Бенефис Татьяны Дорониной
- 1981 — Безобразная Эльза — Уско Аамунен, студент-химик
- 1981 — Миллион за улыбку — Геннадий Карташёв
- 1986 — Суд над судьями — Рудольф Петерсен
- 1988 — Цитата — Антон Молочников, экономист, новый сотрудник учреждения, приятель Орлюка
- 1999 — Фома Опискин — Егор Ильич Ростанев
- 2007 — Чайка — Евгений Сергеевич Дорн, врач
- 2013 — Свадьба Кречинского — Пётр Константинович Муромский, ярославский помещик

### Роли в киножурнале «Фитиль»
- 1970 — Выпуск № 94 (новелла «Дорогие слова»)
- 1979 — Выпуск № 207 (новелла «Пена») — посетитель
- 1982 — Выпуск № 244 (новелла «Путёвка в жизнь») — Горбоносов
- 1984 — Выпуск № 263 (новелла «Пена») — Семёнов
- 1985 — Выпуск № 275 (новелла «Вне закона») — один из рабочих
- 2005 — Выпуск № 37 (новелла «Фантастический бизнес»)
- 2008 — Выпуск № 187 (новелла «В ногу с прогрессом»)

### Озвучивание мультфильмов
- 1981 — Жил-был Саушкин. Фильм 1
- 1982 — Жил-был Саушкин. Фильм 3
- 1983 — Замок лгунов (реж. Г. Сокольский) — читает текст от автора
- 1985 — Контракт (реж. В. Тарасов) — торговый робот QBF-41
- 1989 — Ай-ай-ай! (реж. В. Пекарь) — дятел
- 1989 — Счастливый старт — дельфин Тристан
- 1989 — Счастливый старт - 2 (в альт. версии — «Агент уходит в океан») — дельфин Тристан
- 1989 — Счастливый старт - 3 (в альт. версии — «В объятиях русской разведки») — дельфин Тристан
- 1989 — Микко — сын Павловой — дельфин Тристан
- 1989 — Надводная часть айсберга — дельфин Тристан
- 1989 — Секретная океанская помойка — дельфин Тристан
- 1990 — Счастливый старт - 4 (в альт. версии — «Луч фиолетовой смерти») — дельфин Тристан
- 1990 — Озеро на дне моря — дельфин Тристан
- 1990 — Золотая шпага (кукольно-игровой фильм, реж.-пост.: Г. Шумский, С. Соколов) — шут
- 1990 — Весёлая карусель (выпуск № 20, «Стекло») — Кот
- 1991 — Подводные береты (реж. В. Тарасов, Р. Страутмане и др.) — дельфин Тристан
- 1991 — В стране Бобберов. Гомункулус — Уильям Бобберман
- 1991 — Синица, роща и огонь
- 1992 — Потец — все роли
- 1994—2004 — Иван и Митрофан — Король
- 2013 — Ку! Кин-дза-дза (реж. Г. Данелия, Т. Ильина и др.) — продавец пиратских миражей

## Признание и награды
- Заслуженный артист РСФСР (16 декабря 1983)[14]
- Государственная премия РСФСР имени Н. К. Крупской (1984) — за исполнение роли папы Димы в фильме «Не хочу быть взрослым» (1982)
- Народный артист Российской Федерации (13 мая 1993) — за большие заслуги в области театрального искусства[1]
- орден Почёта (15 августа 1998) — за многолетнюю плодотворную деятельность в области театрального искусства[15]
- орден «За заслуги перед Отечеством» IV степени (22 июня 2006) — за большой вклад в развитие театрального искусства и многолетнюю творческую деятельность[16]
- Чеховская медаль (2010)[17]
- орден Дружбы (10 сентября 2017) — за большой вклад в развитие отечественной культуры и искусства, средств массовой информации, многолетнюю плодотворную деятельность[18]
- Почётная грамота президента Российской Федерации (25 августа 2021) — за заслуги в развитии отечественной культуры и искусства, многолетнюю плодотворную деятельность[19]
- Знак отличия «За безупречную службу городу Москве». L лет (2023)[20]
- Специальная премия «Золотая маска» «За выдающийся вклад в развитие театрального искусства»[21]
- Премия «Фигаро» (2025)[22]

## Документальные фильмы и телепередачи
- «Евгений Стеблов. „Встречи на Моховой“» («Пятый канал», 2008)[23]
- «Евгений Стеблов. „Признания стеснительного человека“» («Первый канал», 2010)[24]
- «Евгений Стеблов. „Раскрывая тайны звёзд“» («Москва 24», 2017)[25]
- «Евгений Стеблов. „Звёзды советского экрана“» («Москва 24», 2020)[26]
- «Тайны кино: „Я шагаю по Москве“, „По семейным обстоятельствам“» («Москва 24», 2020)[27]
- «Евгений Стеблов. „Вы меня совсем не знаете“» («ТВ Центр», 2020)[28]
- «Евгений Стеблов. „В главной роли“» («Москва 24», 2021)[29]
- «Евгений Стеблов. „Легенды кино“» («Звезда», 2021)[30]